# Бурлуцький (зупинний пункт)
Бурлу́цький — залізничний пасажирський зупинний пункт Куп'янської дирекції Південної залізниці.
Розташований біля села Худоярове Шевченківський район, хоча фактично перебуває на території Чугуївського району, Харківської області на лінії Коробочкине — Куп'янськ-Вузловий між станціями Шевченкове-Південне (14 км) та Гракове (9 км).
Станом на травень 2019 року щодоби чотири пари приміських електропоїздів здійснюють перевезення за маршрутом Куп'янськ-Південний — Гракове/Харків-Пасажирський.